# Zsuzsanna Németh

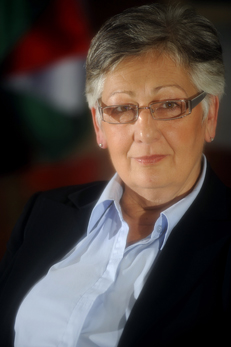
Zsuzsanna Németh (2011)

Zsuzsanna Németh (* 16. Juli 1953 in Budapest als Zsuzsanna Serényi) ist eine ungarische Bankmanagerin und Politikerin.

## Werdegang
Németh beendete 1976 eine Ausbildung im Außenhandelsbereich, wo sie bis 1990 tätig war. Nach der ungarischen Revolution wechselte sie als Abteilungsleiterin zur Bank Leumi. 1995 ging sie als Leiterin der Abteilung für Girokonten zur Budapester Filiale der OTP Bank, bei der sie später Leiterin des Kreditbereichs wurde. 1998 wechselte sie zur Ungarischen Entwicklungsbank, bei der sie verschiedene administrative Aufgaben übernahm und später zur stellvertretenden Geschäftsführerin aufstieg. Im Dezember 2011 berief Viktor Orbán sie als Nachfolgerin von Tamás Fellegi zur Ministerin für nationale Entwicklung, sie war damit die einzige Frau im Kabinett. Nach einer Kabinettsumbildung in Folge der Parlamentswahl 2014 übernahm Miklós Seszták das Ministeramt. Németh war später Staatssekretärin für Finanzdienstleistungen und Postangelegenheiten und ab Dezember 2018 Aufsichtsratsvorsitzende der ND Nemzeti Dohánykereskedelmi, die die Konzessionsverträge der nationalen Tabakläden verwaltet.
Teilweise wird sie unter dem Namen Németh Lászlóné geführt, d. h. als Ehefrau von László Németh.